# Recimil (Lugo)
Recimil (llamada oficialmente San Lourenzo de Recimil) es una parroquia y una aldea española del municipio de Lugo, en la provincia de Lugo, Galicia.

## Organización territorial
La parroquia está formada por dos entidades de población:
- Recimil
- Vilar (Vilar de Cucos)

## Demografía

### Parroquia
| Gráfica de evolución demográfica de Recimil (parroquia) entre 2000 y 2020 |
|                                                                           |
| Datos según el nomenclátor publicado por el INE.                          |

### Aldea
| Gráfica de evolución demográfica de Recimil (aldea) entre 2000 y 2020 |
|                                                                       |
| Datos según el nomenclátor publicado por el INE.                      |